# ルーク・ファンミル
- ルーク・ファン・ミル

ルドフィクス・ヤコブ・マリア・ファン・ミル（Ludovicus Jacobus Maria van Mil, 1984年9月15日 - 2019年7月28日）は、オランダ・北ブラバント州オス出身のプロ野球選手（投手）。
NPBでの登録名は前置詞と姓を繋げた「ファンミル」。
日本プロ野球史上最高身長及び初のオランダ本国出身の選手。尚、NPB初のオランダ「国籍」の選手はオランダ自治領キュラソー島出身のヘンスリー・ミューレンスが初。

## 経歴

### プロ入り前
2005年まではオランダのホーフトクラッセでプレーしていた。

### ツインズ傘下時代

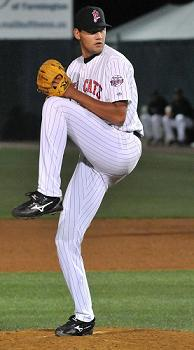
ニューブリテン・ロックキャッツ時代
(2009年8月)

2005年7月7日にミネソタ・ツインズと7年契約を結ぶ。
2006年はルーキー級ガルフ・コーストリーグ・ツインズで10試合(8試合で先発)登板し、1勝2敗、防御率3.30、24奪三振を記録した。
2007年はルーキー級エリザベストン・ツインズで13試合に登板し、2勝2敗、防御率2.63、23奪三振を記録した。
2008年はA級ベロイト・スナッパーズで開幕を迎えた。シーズン途中の8月には北京オリンピックの野球オランダ代表に選出された。シーズンでは、28試合に登板し、2勝2敗、防御率2.63、23奪三振を記録した。
2009年はA+級フォートマイヤーズ・ミラクルで開幕を迎え、25試合に登板。0勝0敗5セーブ、防御率2.86、23奪三振を記録し、8月13日にAA級ニューブリテン・ロックキャッツへ昇格。8試合に登板し、1勝1敗1セーブ、防御率2.45、5奪三振を記録した。オフの11月20日にマイナー契約で再契約した。
2010年3月14日にAA級ニューブリテンへ異動したが、5月11日にA+級フォートマイヤーズへ降格した。A+級で3試合に登板後、5月17日にAA級ニューブリテンへ昇格。23試合に登板し、1勝2敗、防御率6.37と結果を残せず、8月27日にDFAとなった。

### エンゼルス傘下時代
2010年9月1日にブライアン・フエンテスとの交換トレードでロサンゼルス・エンゼルス・オブ・アナハイムに移籍し。9月2日にAA級アーカンソー・トラベラーズへ配属された。1試合の登板に終わった。
2011年3月15日にAA級アーカンソーへ異動。4月3日に7日間の故障者リストに登録された。4月28日に7日間の故障者リストから復帰し、この年は30試合(1試合で先発)登板。3勝5敗、防御率2.04、46奪三振を記録した。オフの11月17日にAAA級ソルトレイク・ビーズへ昇格した。
2012年はAAA級ソルトレイクで8試合に登板し、1勝0敗、防御率6.30、5奪三振を記録した。

### インディアンス傘下時代
2012年5月5日にトレードでクリーブランド・インディアンスへ移籍し、5月6日にAAA級コロンバス・クリッパーズへ配属された。5月7日にAA級アクロン・エアロズへ降格した。8月14日にAAA級コロンバスへ昇格。この年はAA級アクロンで27試合に登板し、1勝1敗、防御率1.94、40奪三振を記録。AAA級コロンバスでは、6試合に登板し、0勝0敗、防御率6.48、4奪三振を記録した。
オフの9月に第32回ヨーロッパ野球選手権大会のオランダ代表に選出されている。11月2日にFAとなった。

### レッズ傘下時代
2012年12月14日にシンシナティ・レッズとマイナー契約を結んだ。12月15日にAA級ペンサコーラ・ブルーワフーズへ配属された。
2013年開幕前の3月に開催された第3回ワールド・ベースボール・クラシック(WBC)のオランダ代表に選出された。
シーズンでは開幕をAA級ペンサコーラで迎え、48試合に登板。0勝9敗8セーブ、防御率3.38、32奪三振を記録。8月26日にAAA級ルイビル・バッツへ昇格した。昇格後は3試合に登板し、0勝1敗、防御率6.75、2奪三振を記録した。オフの11月4日にFAとなった。その後は福岡ソフトバンクホークスの秋季キャンプにテスト生として参加したものの、契約に至らなかった。

### 楽天時代
2014年2月に東北楽天ゴールデンイーグルスの春季キャンプにテスト生として参加した。3月3日に育成選手としての契約で同球団と合意した。当初の背番号は「146」だったが、3月25日に支配下登録選手へ移行し、背番号を「46」に変更した。9月14日の対西武戦（西武ドーム）で中継ぎでプロ初登板を果たした。この試合では、1回を投げて無失点だった。オフの12月2日に自由契約公示された。

### オランダ球界時代
2015年2月17日に「GLOBAL BASEBALL MATCH 2015 侍ジャパン 対 欧州代表」の欧州代表に選出された。3月10日の第1戦に5番手として登板し、敗戦投手となっている。来日中の3月3日に、母国オランダのホーフトクラッセのキュラソー・ネプテューヌスと契約を結んだ。これにより、9年振りのオランダ球界復帰となった。
シーズン中の4月13日に第15回ワールドポート・トーナメントと第1回WBSCプレミア12のオランダ代表候補選手に選出された。6月30日に第15回ワールドポート・トーナメントのオランダ代表に選出された。

### ツインズ復帰
2015年7月29日に古巣のツインズとマイナー契約を結んだ。9月1日にAAA級ロチェスター・レッドウイングスへ配属された。同年は、3試合に登板し、1奪三振を記録した。
オフの10月12日に第1回WBSCプレミア12のオランダ代表候補選手36名に選出され、10月20日に同大会のオランダ代表選手28名に選出された。
2016年4月25日に解雇された。

### ネプテューヌス復帰
2016年シーズン途中にネプテューヌスに復帰した。7月9日に第28回ハーレムベースボールウィークのオランダ代表に選出された。
オフの8月25日に第2回フランス国際野球大会のオランダ代表に選出された。9月7日に第34回ヨーロッパ野球選手権大会のオランダ代表に選出された。両大会で優勝を果たした。
10月18日に日本代表との強化試合のオランダ代表に選出された。
11月にオーストラリアのウィンターリーグであるオーストラリアン・ベースボールリーグ(ABL)のアデレード・バイトと契約を結んだ。日本代表との強化試合終了後に参加した。
2017年開幕前の2月7日に同年のアメリカ遠征のオランダ代表に選出された。2月9日に第4回WBCのオランダ代表に選出され、2大会連続2度目の選出を果たした。
オフの10月20日に3年連続でABLに参加し、バイトでプレーすることになった。
2018年、シーズンオフにブリスベン・バンディッツと契約を結び、4年連続でABLに参加することになったが、後述の事故により途中離脱。しかし驚異的な回復を見せて1月に復帰するとプレーオフでは4回2/3を投げて防御率1.93の好記録を残した。
2019年7月28日にファンミルが所属していたブリスベンは公式ツイッターで死亡事故に遭ったと発表した。満34歳没。

## 選手としての特徴
身長は216cmで、NPB球団への所属経験がある選手では歴代最長身に当たる。
2mを超す長身であるため、高めのスリークォーターから150km/hを超えるストレート（日本での最速は152km/h）は、非常に鋭い角度を伴う。また、スライダーやチェンジアップに加えて、落差はないものの小さい変化で鋭く落ちるスプリットをウィニングショットに使う。

## 人物
10歳まで、1964年の東京オリンピックの柔道無差別級で金メダルを獲得したアントン・ヘーシンクの主催する道場で柔道を習っていた。
2018年12月8日にプライベートでハイキングに行っていた際、岩に足を滑らせて頭を強打してしまい後に「脳出血・１４ヶ所の頭蓋骨骨折・鼓膜破裂・４ヶ所の出血」と診断される大怪我を負い、一時意識不明の重体になった。しかし翌日に意識を取り戻すと自力で下山し、偶然出くわしたハイカーによって病院に連れられたため大事には至らなかった。1月にはプレーできるまでに回復していたが、2019年7月28日、事故により死去。34歳没。

## 詳細情報

### 年度別投手成績
| 年 度     | 球 団     | 登 板 | 先 発 | 完 投 | 完 封 | 無 四 球 | 勝 利 | 敗 戦 | セ 丨 ブ | ホ 丨 ル ド | 勝 率 | 打 者 | 投 球 回 | 被 安 打 | 被 本 塁 打 | 与 四 球 | 敬 遠 | 与 死 球 | 奪 三 振 | 暴 投 | ボ 丨 ク | 失 点 | 自 責 点 | 防 御 率 | W H I P |
| --------- | --------- | ----- | ----- | ----- | ----- | -------- | ----- | ----- | -------- | ----------- | ----- | ----- | -------- | -------- | ----------- | -------- | ----- | -------- | -------- | ----- | -------- | ----- | -------- | -------- | ------- |
| 2014      | 楽天      | 7     | 0     | 0     | 0     | 0        | 0     | 1     | 0        | 0           | .000  | 39    | 8.2      | 7        | 0           | 7        | 0     | 1        | 7        | 0     | 0        | 4     | 4        | 4.15     | 1.62    |
| 通算：1年 | 通算：1年 | 7     | 0     | 0     | 0     | 0        | 0     | 1     | 0        | 0           | .000  | 39    | 8.2      | 7        | 0           | 7        | 0     | 1        | 7        | 0     | 0        | 4     | 4        | 4.15     | 1.62    |

- 2018年度シーズン終了時

### 記録
- 初登板：2014年9月14日、対埼玉西武ライオンズ20回戦（西武ドーム）、8回裏に4番手で救援登板、1回無失点[24]
- 初奪三振：2014年9月21日、対北海道日本ハムファイターズ22回戦（楽天Koboスタジアム宮城）、6回表に赤田将吾から空振り三振

### 背番号
- 146 （2014年当初 - 2014年3月24日）
- 46 （2014年3月25日 - 同年終了）
- 46 侍JAPAN強化試合・オランダ代表

### 代表歴
- 2008年北京オリンピック野球オランダ代表
- 2012年ヨーロッパ野球選手権大会オランダ代表
- 2013 ワールド・ベースボール・クラシック・オランダ代表
- 2015 ワールドポート・トーナメント オランダ代表
- 2015 WBSCプレミア12 オランダ代表
- 2016 ハーレムベースボールウィーク オランダ代表
- 2016年フランス国際野球大会オランダ代表
- 2016年ヨーロッパ野球選手権大会オランダ代表
- 2017 ワールド・ベースボール・クラシック・オランダ代表